# Zbigniew Kosiński
Zbigniew Kosiński fue un deportista polaco que compitió en tiro con arco, en la modalidad de arco recurvo. Ganó tres medallas en el Campeonato Mundial de Tiro con Arco al Aire Libre, en los años 1931 y 1932.

## Palmarés internacional
| Campeonato Mundial al Aire Libre | Campeonato Mundial al Aire Libre | Campeonato Mundial al Aire Libre | Campeonato Mundial al Aire Libre |
| Año                              | Lugar                            | Medalla                          | Prueba                           |
| -------------------------------- | -------------------------------- | -------------------------------- | -------------------------------- |
| 1931                             | Lwów (Polonia)                   | Medalla de plata                 | Equipo mixto                     |
| 1932                             | Varsovia (Polonia)               | Medalla de oro                   | Equipo mixto                     |
| 1932                             | Varsovia (Polonia)               | Medalla de plata                 | Individual mixto                 |